# Regimin (przystanek kolejowy)
Regimin – dawny kolejowy przystanek osobowy i ładownia publiczna na wąskotorowej linii kolejowej Ciechanów Wąskotorowy – Grudusk w Regiminie, w województwie mazowieckim, w Polsce.